# SYT2
SYT2‏ (Synaptotagmin 2) هوَ بروتين يُشَفر بواسطة جين SYT2 في الإنسان.